# Uamba (Nigéria)
Uamba (em haúça: Wamba) é uma cidade e área de governo local da Nigéria situada no estado de Nassaraua. Possui área de 1 156 quilômetros quadrados e segundo censo de 2006 havia 72 894 habitantes.